# Stefan Grönberg
Stefan Grönberg, född 19 mars 1960, är en svensk före detta professionell ishockeyspelare (forward).
Han har bl.a. spelat för Luleå HF och Piteå IF i Division 1, under sin karriär.